# Oakland (Flórida)
Oakland é uma vila localizada no estado americano da Flórida, no condado de Orange. Foi incorporada em 1887.

## Geografia
De acordo com o United States Census Bureau, a vila tem uma área de 5,5 km², onde 5,4 km² estão cobertos por terra e 0,1 km² por água.

## Demografia
Segundo o censo nacional de 2010, a sua população é de 2 538 habitantes e sua densidade populacional é de 466,6 hab/km². Possui 931 residências, que resulta em uma densidade de 171,2 residências/km². É a localidade que, em 10 anos, teve o maior crescimento populacional do condado de Orange.